# Mayer Carl von Rothschild

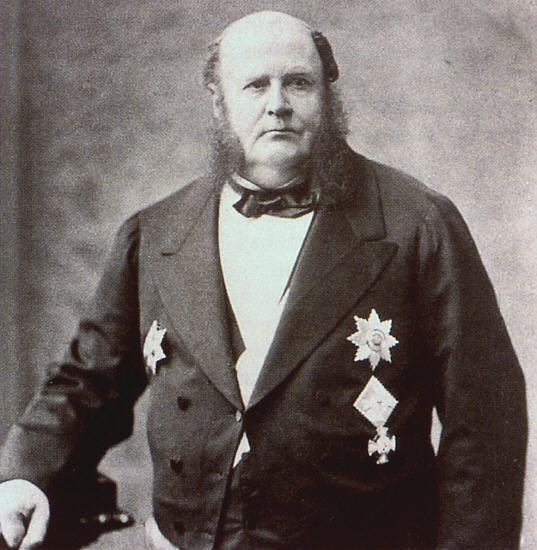
Mayer Carl Freiherr von Rothschild

Mayer Carl Freiherr von Rothschild (* 5. August 1820 in Frankfurt am Main; † 16. Oktober 1886 ebenda) war ein deutscher Bankier und Politiker aus der Familie Rothschild.

## Leben und Werk
Rothschild war der älteste von vier Söhnen von Carl Mayer von Rothschild, dem vierten der fünf Söhne des Familiengründers Mayer Amschel Rothschild, und seiner Frau Adelheid geb. Hertz. Er erhielt seine Ausbildung in verschiedenen Niederlassungen des Hauses Rothschild in Europa, dazwischen studierte er 1837 Jura in Göttingen und 1838 in Berlin. Seit 1843 arbeitete er im Frankfurter Stammhaus der Bank, dessen Leitung er 1855 nach dem Tod seines Vaters und seines Onkels Amschel Mayer zusammen mit seinem jüngeren Bruder Wilhelm Carl übernahm.
1842 heiratete er Louise von Rothschild (1820–1894), Tochter seines Londoner Onkels Nathan Mayer Rothschild. Gemeinsam hatten sie sieben Töchter, von denen drei Mitglieder der Familie Rothschild heirateten, zwei christliche Adelige: Adele Hannah (1843–1922), Emma Louisa (1844–1935), Clementine, Laura Therese (1844–1931), Hannah Louisa, Margaretha (1855–1901), Bertha Clara (1862–1903).

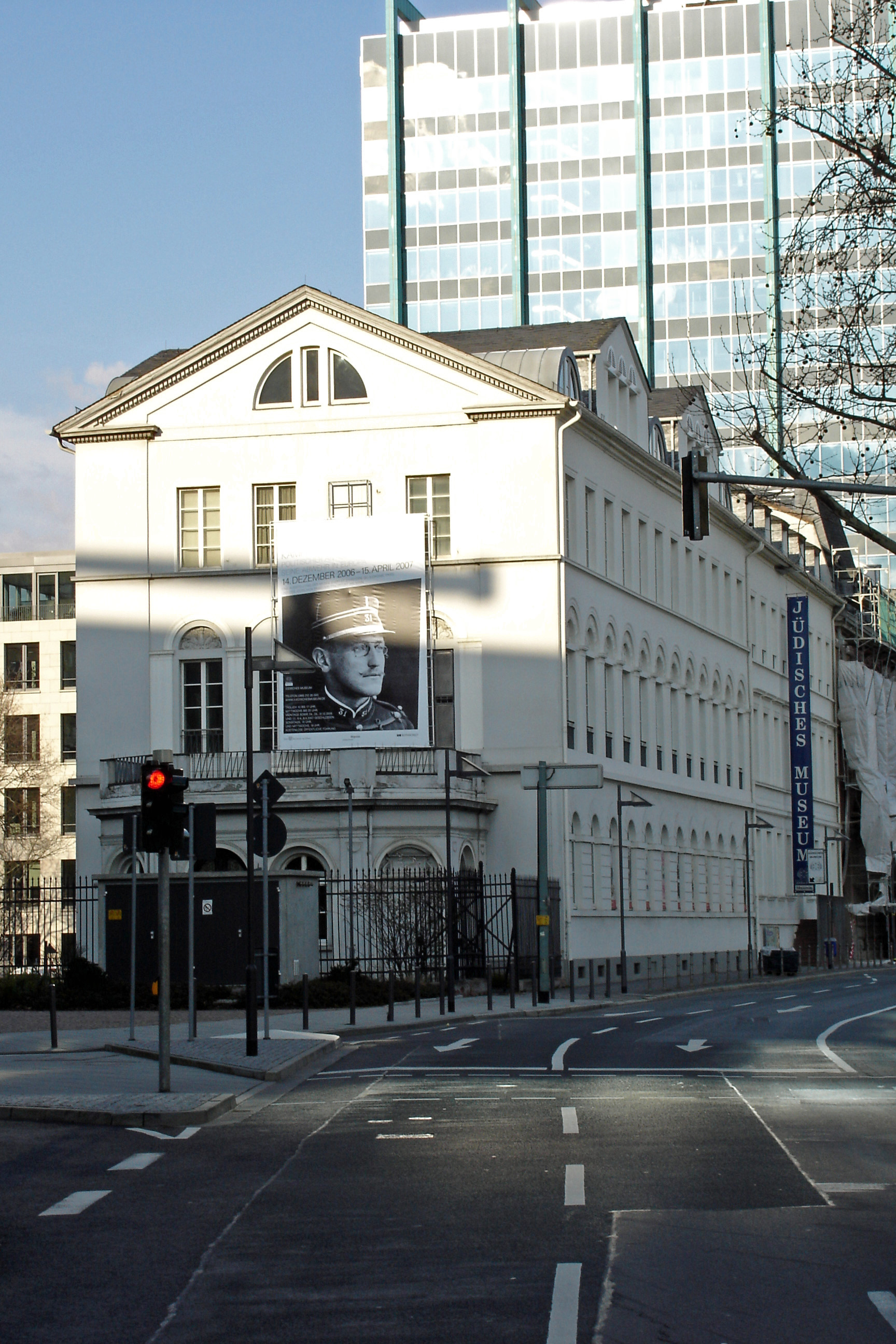
Das Rothschild-Palais am Untermainkai, heute Sitz des Jüdischen Museums

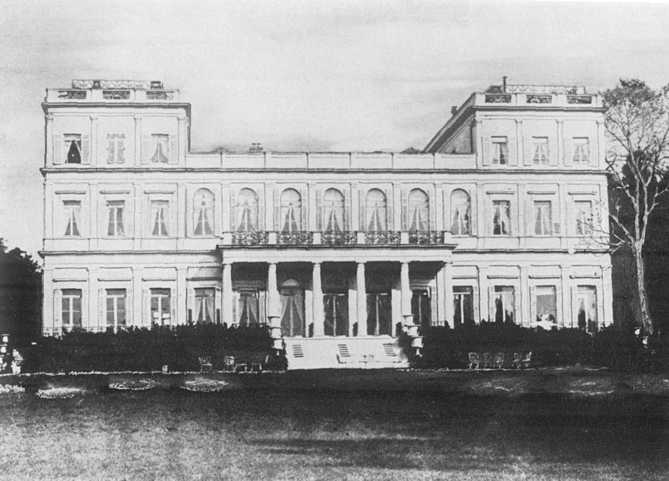
Schloss/Villa Günthersburg, Architekt Friedrich Rumpf

Rothschild war von 1857 bis 1872 Mitglied der Frankfurter Handelskammer und Mitbegründer der Frankfurter Bank, Konsul von Parma und Bayern und Generalkonsul von Österreich. Er gehörte 1866 der Delegation an, die mit Otto von Bismarck verhandelte, um günstigere Bedingungen für die Annexion der Freien Stadt Frankfurt durch Preußen zu erreichen. 1867 bis 1871 gehörte er der Frankfurter Stadtverordnetenversammlung an und gleichzeitig dem Norddeutschen Reichstag. 1871 wurde er als erster Jude Mitglied des Preußischen Herrenhauses.
Rothschild und seine Frau traten auch als Sammler und Stifter auf. Seine umfangreiche Bibliothek seiner Villa Günthersburg vermachte er testamentarisch der Stadtbibliothek. Louise von Rothschild stiftete 1865 im Gedenken an ihre jung verstorbene Tochter Clementine das Clementine Kinderkrankenhaus.  Die Tradition der Schenkungen und Stiftungen an die Stadt Frankfurt wurde auch von seinen Töchtern fortgesetzt. Rothschilds fünftes Kind, seine Tochter Hannah Luise von Rothschild stiftete 1890 zu seinem Andenken die Heilanstalt Carolinum, die bis heute existiert.

## Rothschildpalais
1843 erwarb Mayer Carl Freiherr von Rothschild von Stadtbaumeister Johann Friedrich Christian Hess errichtete klassizistische Haus Untermainkai 15 und ließ es durch Friedrich Rumpf umgestalten. 1887 zog in das Palais die Freiherrlich Carl von Rothschild’sche öffentliche Bibliothek, die Rothschilds Tochter Hannah Luise von Rothschild gegründet hatte und deren Namensgeber Carl von Rothschild wurde. Es ist heute als Rothschildpalais Sitz des Jüdischen Museums.

## Villa Günthersburgpark

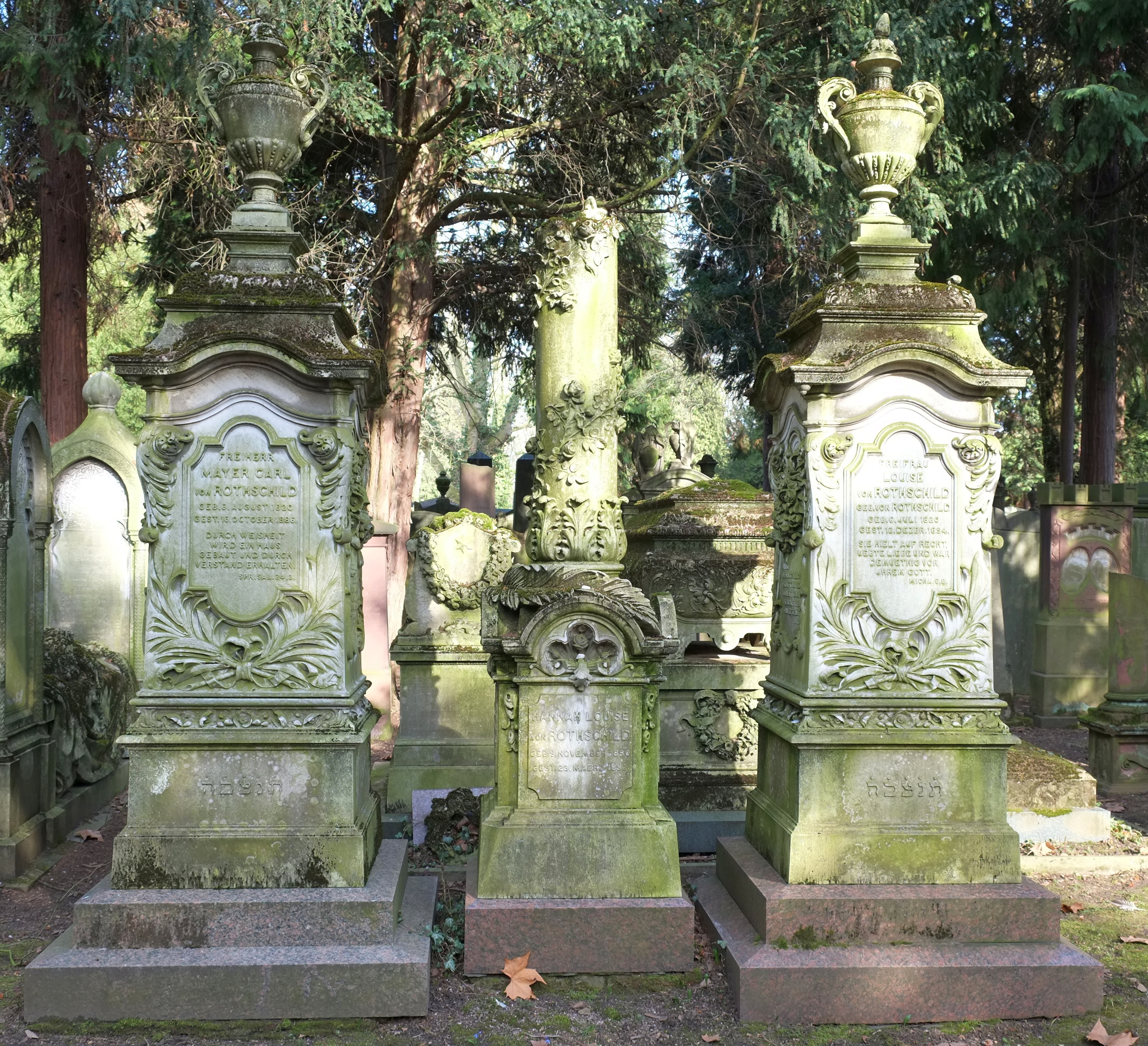
Grab von Mayer Carl von Rothschild (links) und seiner Ehefrau (rechts)

1845 schenkte ihm sein Vater Carl Mayer von Rothschild ein umfangreiches Gelände im Norden der Stadt Frankfurt am Main, die sogenannte Günthersburg. Mayer Carl Freiherr von Rothschild ließ sich von Friedrich Rumpf dort ein neues Herrenhaus, das Palais/die Villa Günthersburg, nebst Park, Teehaus und Orangerie erbauen. Seit 1850 hing hier u. a. auch das berühmte großformatige Gemälde Goethe in der Campagna, das 1786/87 Johann Heinrich Wilhelm Tischbein in Rom malte. Tischbein selbst brachte es 1798 nach Neapel, wo es 1840 Mayer Carl Freiherr von Rothschild während einer Italienreise kaufte und es dann ab 1850 in seine Villa Günthersburg brachte. Seine älteste Tochter Adèle von Rothschild schenkte nach dem Tod ihres Vaters das Gemälde Goethe in der Campagna von Johann Heinrich Wilhelm Tischbein der Stadt Frankfurt am Main, das sich heute im Städel befindet und zu einem der wichtigsten Werke der Sammlung zählt. Große Teile seiner bedeutenden Silbersammlung aus der Villa Günthersburg sollen sich noch im Chateau Mouton im Familienbesitz befinden. Den Günthersburgpark selbst vermachte er der Stadt Frankfurt am Main mit der testamentarischen Auflage, ihn der Öffentlichkeit zugänglich zu machen. Als testamentarische Bedingung  verfügte er, das sein von ihm geliebtes klassizistische Herrenhaus, die Villa Günthersburg, vollständig abzureißen sei. Der Gedanke, das Fremde in seiner Villa herumspazierten, war ihm unerträglich. Das Teehaus wurde im Zweiten Weltkrieg durch Bombentreffer vernichtet, nur die ehemalige Orangerie blieb von der damaligen Bebauung heute übrig.

## Schloss Rennhof
1853 ließ Mayer Carl Freiherr von Rothschild das Schloss Rennhof im Empirestil im Hüttenfeld, einem Stadtteil/Gemeindeteil von Lampertheim errichten. Das Grundstück liegt in der Nachbarschaft des heute als Rathaus genutzten Schloss Rothschild in Hemsbach, das sein Vater 1839 als Villa (mittlerer Trakt) von dem kurpfälzischen Jagdrat Besen kaufte und zum Schloss im mediterranen Stil mit Flügeln und Ecktürmen erweitern ließ. Bereits ein Jahr nach dem Tod von Mayer Carl Freiherr von Rothschild wurde 1887 das Schloss an einen Fürst Löwenstein-Wertheim-Freudenberg verkauft. Seit dem 16. Februar 1954 ist hier das Litauische Gymnasium Hüttenfeld beheimatet.